# Platecarpus
Platecarpus var ett släkte mosasaurier som levde under Krita. Namnet kommer från grekiska och betyder "platt handled". Kvarlevor från Platecarpus har hittats i Nordamerika, Afrika och Europa. Isolerade tänder som tros komma från Platecarpus har även hittats i Sverige.

## Beskrivning och paleobiologi

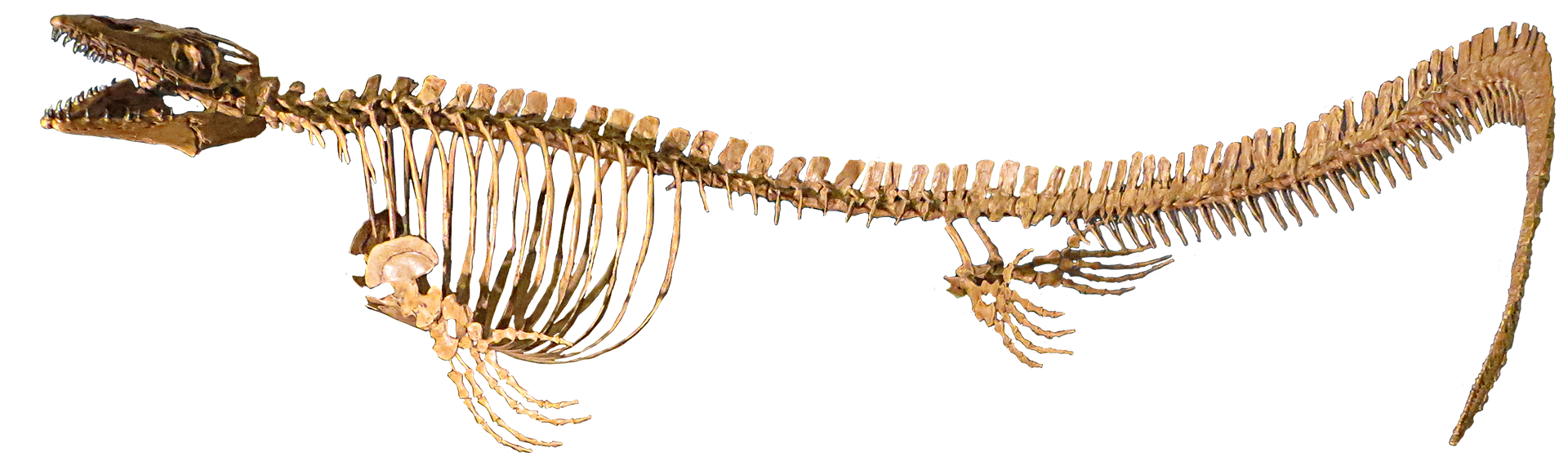
Fossiliserat skelett av Platecarpus tympanicus.

Platecarpus hade en lång, nedböjd svans med en stor fena på den. P. tympanicus nådde upp till 4,5 meters längd, men hälften av denna längd togs upp av svansen. Den var en medlem i den väldigt specialiserade mosasauriegruppen Plioplatecarpinae. 

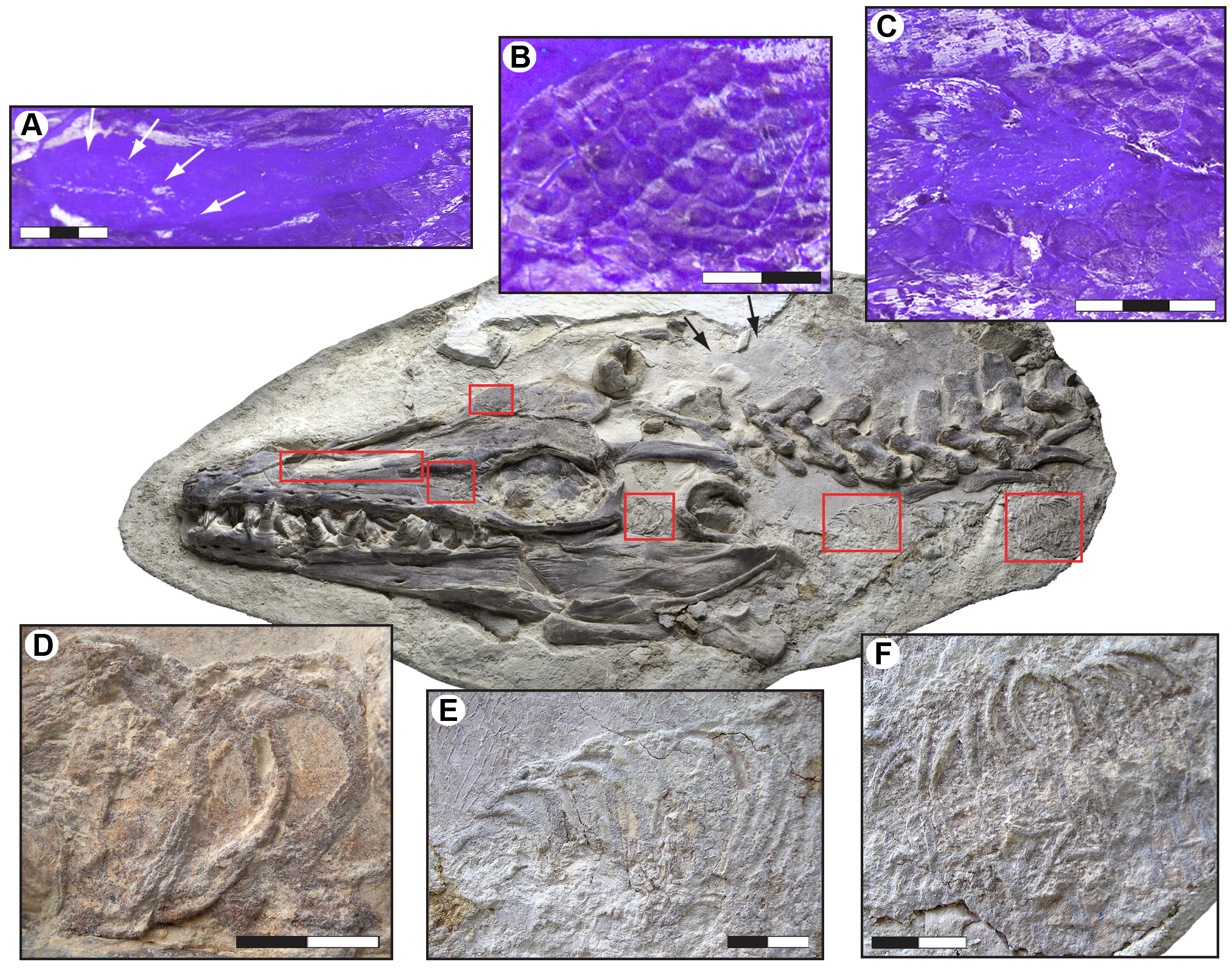
Mjukdelar bevarade i det exceptionellt välbevarade Platecarpus-fossilet LACM 128319.

Dess skallstruktur är unik bland mosasaurier och karaktäriseras av en kort skalle med färre tänder än någon annan mosasaurie. Det välbevarade fossilet LACM 128319 bevarar en sklerotisk ring (ben runt ögat) samt vad som kan vara spår av ögats mjukdelar. Med hjälp av elektronmikroskop har foskare kunnat titta närmare på vad som kan vara pigment i dess öga. Detta välbevarade fossil innehåller också delar av vad som tros vara inre organ samt avtryck av fjäll vilket har tillåtit forskare att dra en rad nya slutsatser om mosasauriernas anatomi och biologi, bland annat deras släktskap, inre anatomi och faktumet att de hade utvecklat stjärtfenor liknande de hos hajar. Fossilet gav även information om matsmältningen hos mosasaurier, då kvarlevor som inte var helt nedbrutna (såsom fiskfjäll och ben) i matsmältningskanalen tyder på att mosasaurierna inte smälte all mat. Detta har även tidigare setts i mosasaurie-koproliter från bland annat Globidens, vilka innehöll onedbrutna musselskal.

### Diet
Tänderna hos Platecarpus och andra plioplatecarpiner var inte ens i närheten av så robusta som tänderna hos mosasaurier i andra grupper, till exempel Tylosaurus. Detta betyder att de troligen livnärade sig på mindre byten såsom bläckfiskar och fiskar.

### Rörelse
Den stjärtfena som hittats hos Platecarpus och andra mosasaurier betyder att den mest troligt rörde sig likt en haj. De fjäll som hittats hos Platecarpus visar också andra anpassningar till ett liv i havet. Deras lilla storlek gjorde kroppen styvare vilket gjorde den mer resistant mot de stora vattenmassor som den rörde sig igenom. De små fjällen gav Platecarpus mer effektiv rörelse i vatten, något som även kan ses i den mer avancerade Plotosaurus som hade ännu mindre fjäll.

## Källhänvisningar
1. ↑  Lindgren, J. ”Early Campanian mosasaurs (Reptilia; Mosasauridae) from the Kristianstad Basin, southern Sweden”. Dissertations in Geology at Lund University. http://www.lu.se/lup/publication/2365333. Läst 21 Januari 2017.
2. 1 2  Lindgren, J.; Caldwell, M.W.; Konishi, T.; Chiappe, L.M. Farke, Andrew Allen. ”Convergent Evolution in Aquatic Tetrapods: Insights from an Exceptional Fossil Mosasaur”. PLoS One. https://www.ncbi.nlm.nih.gov/pmc/articles/PMC2918493/. Läst 21 Januari 2017.
3. ↑  Everhart, Michael J.. Oceans of Kansas: A Natural History of the Western Interior Seaway. c. 2005. pp. 165–169